# 포켓몬스터 W의 에피소드 목록
다음은 일본의 애니메이션 《포켓몬스터》 시리즈 중 하나인 《포켓몬스터 W》의 에피소드 목록이다.

## 목록

### 본편
| 화수   | 제목                                                                  | 본방송일자 (일본)                                              | 방영순서 |
| ------ | --------------------------------------------------------------------- | -------------------------------------------------------------- | -------- |
| 1      | "피카츄의 탄생!"                                                      | 2019년 11월 17일 대한민국 내 방영 : 2020년 4월 8일 (1기 첫방)  | 1098     |
| 2      | "지우와 고우, 루기아와 GO!"                                           | 2019년 11월 24일 대한민국 내 방영 : 2020년 4월 8일             | 1099     |
| 3      | "이상해풀이 이상해!?"                                                 | 2019년 12월 1일 대한민국 내 방영 : 2020년 4월 15일             | 1100     |
| 4      | "가라르지방으로 가자! 염버니와의 만남!!"                              | 2019년 12월 8일 대한민국 내 방영 : 2020년 4월 15일             | 1101     |
| 5      | "잠만보 거대해지다!? 다이맥스의 비밀!!"                               | 2019년 12월 15일 대한민국 내 방영 : 2020년 4월 22일            | 1102     |
| 6      | "포켓몬 다 내 거야! 뮤에게 가는 길!!"                                 | 2019년 12월 22일 대한민국 내 방영 : 2020년 4월 22일            | 1103     |
| 7      | "호연지방의 격투! 배틀프런티어에 도전하다!!"                          | 2019년 12월 29일 대한민국 내 방영 : 2020년 4월 29일            | 1104     |
| 8      | "팽도리, 지면 안돼! 신오지방의 유빙 레이스!!"                         | 2020년 1월 12일 대한민국 내 방영 : 2020년 4월 29일             | 1105     |
| 9      | "그날의 맹세! 칠색조의 전설!!"                                        | 2020년 1월 19일 대한민국 내 방영 : 2020년 5월 6일              | 1106     |
| 10     | "망나뇽의 낙원, 신뇽의 시련!"                                         | 2020년 1월 26일 대한민국 내 방영 : 2020년 5월 6일              | 1107     |
| 11     | "하루와 멍파치, 그리고 팬텀!"                                         | 2020년 2월 2일 대한민국 내 방영 : 2020년 5월 13일              | 1108     |
| 12     | "다이맥스 배틀! 최강의 제왕 단델!!"                                   | 2020년 2월 9일 대한민국 내 방영 : 2020년 5월 13일              | 1109     |
| 13     | "지우 VS 단델! 최강으로 가는 길!!"                                    | 2020년 2월 16일 대한민국 내 방영 : 2020년 5월 20일             | 1110     |
| 14     | "처음 가는 하나지방! 유적에서 레이드배틀!!"                           | 2020년 2월 23일 대한민국 내 방영 : 2020년 5월 20일             | 1111     |
| 15     | "눈 내리는 날, 탕구리의 뼈다귀는 어디에?"                             | 2020년 3월 1일 대한민국 내 방영 : 2020년 5월 27일              | 1112     |
| 16     | "저주받은 지우...!"                                                   | 2020년 3월 8일 대한민국 내 방영 : 2020년 5월 27일              | 1113     |
| 17     | "염버니, 내일을 향해 불꽃 킥!"                                        | 2020년 3월 15일 대한민국 내 방영 : 2020년 6월 3일              | 1114     |
| 18     | "지우의 도전! 포켓몬 월드 챔피언십!!"                                 | 2020년 3월 22일 대한민국 내 방영 : 2020년 6월 3일              | 1115     |
| 19     | "난 메타몽이다!"                                                      | 2020년 3월 29일 대한민국 내 방영 : 2020년 6월 10일             | 1116     |
| 20     | "지우와 고우! 꿈을 향해 GO~!!"                                        | 2020년 4월 5일 대한민국 내 방영 : 2020년 6월 10일 (1기 종방)   | 1117     |
| 21     | "닿아라 파동! 지우와 신기한 알!!"                                     | 2020년 4월 12일 대한민국 내 방영 : 2020년 10월 14일 (2기 첫방) | 1118     |
| 22     | "잘있어, 래비풋!"                                                     | 2020년 4월 19일 대한민국 내 방영 : 2020년 10월 14일            | 1119     |
| 23     | "채박사 파크! 대혼란에 빠지다!"                                       | 2020년 6월 7일 대한민국 내 방영 : 2020년 10월 21일             | 1120     |
| 24     | "쉬어라! 로켓단!!"                                                    | 2020년 6월 14일 대한민국 내 방영 : 2020년 10월 21일            | 1121     |
| 25     | "생명 폭발 페스티벌! VS 메가루카리오!!"                               | 2020년 6월 21일 대한민국 내 방영 : 2020년 10월 28일            | 1122     |
| 26     | "튀어올라라, 잉어킹! / 뒤집어써라, 야도킹!"                           | 2020년 6월 28일 대한민국 내 방영 : 2020년 10월 28일            | 1123     |
| 27     | "영웅전설! 단델의 최강배틀!!"                                         | 2020년 7월 5일 대한민국 내 방영 : 2020년 11월 4일              | 1124     |
| 28     | "울먹울먹 울머기"                                                     | 2020년 7월 12일 대한민국 내 방영 : 2020년 11월 4일             | 1125     |
| 29     | "질투 폭발! 멍파치의 마음"                                            | 2020년 7월 19일 대한민국 내 방영 : 2020년 11월 11일            | 1126     |
| 30     | "싫어싫어 피카츄, 어휴어휴 마임맨"                                    | 2020년 7월 26일 대한민국 내 방영 : 2020년 11월 11일            | 1127     |
| 31     | "빈티나의 고운비늘"                                                   | 2020년 8월 2일 대한민국 내 방영 : 2020년 11월 18일             | 1128     |
| 32     | "세레비, 시간을 초월한 약속"                                          | 2020년 8월 9일 대한민국 내 방영 : 2020년 11월 18일             | 1129     |
| 33     | "포켓몬, 교환하지 않을래요?"                                          | 2020년 8월 16일 대한민국 내 방영 : 2020년 11월 25일            | 1130     |
| 34     | "고고한 투사 채두! 케오퍼스의 위협!!"                                 | 2020년 8월 23일 대한민국 내 방영 : 2020년 11월 25일            | 1131     |
| 35     | "피카츄, 넌 내 거다!"                                                 | 2020년 8월 30일 대한민국 내 방영 : 2020년 12월 2일             | 1132     |
| 36     | "지우와 고우, 모래지옥에서 기어올라라!"                               | 2020년 9월 6일 대한민국 내 방영 : 2020년 12월 2일              | 1133     |
| 37     | "다녀왔습니다! 처음 뵙겠습니다, 알로라!"                              | 2020년 9월 13일 대한민국 내 방영 : 2020년 12월 9일             | 1134     |
| 38     | "기적의 복원, 화석포켓몬!"                                            | 2020년 9월 20일 대한민국 내 방영 : 2020년 12월 9일             | 1135     |
| 39     | "지우 VS 채두! 문어굳히기를 공략하라!!"                               | 2020년 9월 27일 대한민국 내 방영 : 2020년 12월 16일            | 1136     |
| 40     | "전설의 포켓몬 썬더와 레이드배틀!"                                    | 2020년 10월 9일 대한민국 내 방영 : 2020년 12월 16일 (2기 종방) | 1137     |
| 41     | "피카츄 더빙 대작전! / 반쪽이 된 늪짱이"                              | 2020년 10월 16일 대한민국 내 방영 : 2021년 4월 7일 (3기 첫방)  | 1138     |
| 42     | "소드 & 실드 I 「꾸벅졸음숲」"                                        | 2020년 10월 23일 대한민국 내 방영 : 2021년 4월 7일             | 1139     |
| 43     | "소드 & 실드 II 「블랙 나이트」"                                      | 2020년 10월 30일 대한민국 내 방영 : 2021년 4월 14일            | 1140     |
| 44     | "소드 & 실드 III 「무한다이노」"                                      | 2020년 11월 6일 대한민국 내 방영 : 2021년 4월 14일             | 1141     |
| 45     | "소드 & 실드 IV 「최강의 검과 방패」"                                 | 2020년 11월 13일 대한민국 내 방영 : 2021년 4월 21일            | 1142     |
| 46     | "초유의 배틀! 뮤츠의 부활"                                            | 2020년 11월 20일 대한민국 내 방영 : 2021년 4월 21일            | 1143     |
| 47     | "포켓몬 챔피언! 많이 먹기 대왕 결정전!!"                              | 2020년 11월 27일 대한민국 내 방영 : 2021년 4월 28일            | 1144     |
| 48     | "거의피카츄 위기일발!"                                                | 2020년 12월 4일 대한민국 내 방영 : 2021년 4월 28일             | 1145     |
| 49     | "하루와 신비하고 신비한 이브이!"                                      | 2020년 12월 11일 대한민국 내 방영 : 2021년 5월 5일             | 1146     |
| 50     | "가라르지방의 화석과 신기한 복원!!"                                   | 2021년 1월 8일 대한민국 내 방영 : 2021년 5월 5일               | 1147     |
| 51     | "파오리, 거대한 시련!"                                                | 2021년 1월 15일 대한민국 내 방영 : 2021년 5월 12일             | 1148     |
| 52     | "농사체험! 디그다야, 어디 있니? "                                     | 2021년 1월 22일 대한민국 내 방영 : 2021년 5월 12일             | 1149     |
| 53     | "전설을 잡다!? 물의 수호신 스이쿤을 찾아라!!"                         | 2021년 1월 29일 대한민국 내 방영 : 2021년 5월 19일             | 1150     |
| 54     | "울머기, 넌 할 수 있어!"                                              | 2021년 2월 5일 대한민국 내 방영 : 2021년 5월 19일              | 1151     |
| 55     | "당신과 루미너스메이즈숲의 이야기"                                    | 2021년 2월 12일 대한민국 내 방영 : 2021년 5월 26일             | 1152     |
| 56     | "사천왕 간피! 기사도 저택!!"                                          | 2021년 2월 19일 대한민국 내 방영 : 2021년 5월 26일             | 1153     |
| 57     | "내 사랑, 고라파덕"                                                   | 2021년 2월 26일 대한민국 내 방영 : 2021년 6월 2일              | 1154     |
| 58     | "패닉! 꼴깍몬 공!! / 컴 온, 깨물부기 거북레이스!"                     | 2021년 3월 5일 대한민국 내 방영 : 2021년 6월 2일               | 1155     |
| 59     | "길 잃은 흥나숭! 트레이너는 누구냐!?"                                 | 2021년 3월 12일 대한민국 내 방영 : 2021년 6월 9일              | 1156     |
| 60     | "목표는 파마스터! 파오리의 기사도 정신!!"                             | 2021년 3월 19일 대한민국 내 방영 : 2021년 6월 9일 (3기 종방)   | 1157     |
| 61     | "뭐든지 맡겨 주세요! 플러시 마이농 심부름센터!!"                      | 2021년 4월 9일 대한민국 내 방영 : 2021년 10월 13일 (4기 첫방)  | 1158     |
| 62     | "우울한 누겔레온"                                                     | 2021년 4월 16일 대한민국 내 방영 : 2021년 10월 13일            | 1159     |
| 63     | "도전! 포켓몬 마린 애슬레틱!!"                                        | 2021년 4월 23일 대한민국 내 방영 : 2021년 10월 20일            | 1160     |
| 64     | "미움받는 앱솔"                                                       | 2021년 4월 30일 대한민국 내 방영 : 2021년 10월 20일            | 1161     |
| 65     | "드래곤 배틀! 지우 VS 아이리스!!"                                     | 2021년 5월 7일 대한민국 내 방영 : 2021년 10월 27일             | 1162     |
| 66     | "플라베베의 하얀 꽃"                                                  | 2021년 5월 14일 대한민국 내 방영 : 2021년 10월 27일            | 1163     |
| 67     | "피카츄, 용의자 되다?!"                                               | 2021년 5월 21일 대한민국 내 방영 : 2021년 11월 3일             | 1164     |
| 68     | "고우에게 라이벌이?! 뮤에게 가는 길!!"                                | 2021년 5월 28일 대한민국 내 방영 : 2021년 11월 3일             | 1165     |
| 69     | "흥나숭과 이브이의 첫 심부름 지켜보고 싶어!"                          | 2021년 6월 4일 대한민국 내 방영 : 2021년 11월 10일             | 1166     |
| 70     | "부탁이야! 모르페코를 잡아줘!!"                                       | 2021년 6월 11일 대한민국 내 방영 : 2021년 11월 10일            | 1167     |
| 71     | "레츠 고! 프로젝트 뮤!!"                                              | 2021년 6월 18일 대한민국 내 방영 : 2021년 11월 17일            | 1168     |
| 72     | "지하 미로 뒤죽박죽 대혼란!?"                                         | 2021년 6월 25일 대한민국 내 방영 : 2021년 11월 17일            | 1169     |
| 73     | "피카츄 대장! 대여르 나를 따르라!!"                                   | 2021년 7월 16일 대한민국 내 방영 : 2021년 11월 24일            | 1170     |
| 74     | "다크라이 한여름 밤의 꿈"                                             | 2021년 7월 23일 대한민국 내 방영 : 2021년 11월 24일            | 1171     |
| 75     | "크레세리아 한여름 밤의 빛"                                           | 2021년 7월 30일 대한민국 내 방영 : 2021년 12월 1일             | 1172     |
| 76     | "전력! 알로라 무인도 레이스!!"                                        | 2021년 8월 13일 대한민국 내 방영 : 2021년 12월 1일             | 1173     |
| 77     | "초전자 하이퍼클래스 배틀!"                                           | 2021년 8월 20일 대한민국 내 방영 : 2021년 12월 8일             | 1174     |
| 78     | "채박사 연구소 습격사건!"                                             | 2021년 8월 27일 대한민국 내 방영 : 2021년 12월 8일             | 1175     |
| 79     | "달과 태양, 하루와 해루"                                              | 2021년 9월 3일 대한민국 내 방영 : 2021년 12월 15일             | 1176     |
| 80     | "트라이얼 미션! 불카모스 황금의 인분!!"                               | 2021년 9월 10일 대한민국 내 방영 : 2021년 12월 15일 (4기 종방) | 1177     |
| 81     | "격돌!! 파랑 포켓몬마니아!"                                           | 2021년 9월 17일 대한민국 내 방영 : 2022년 3월 30일 (5기 첫방)  | 1178     |
| 82     | "마휘핑의 달콤~한 배틀?!"                                             | 2021년 10월 1일 대한민국 내 방영 : 2022년 3월 30일             | 1179     |
| 83     | "별님이 된 삐"                                                        | 2021년 10월 8일 대한민국 내 방영 : 2022년 4월 6일              | 1180     |
| 84     | "루카리오나이트! 메가섬 대모험!!"                                     | 2021년 10월 22일 대한민국 내 방영 : 2022년 4월 6일             | 1181     |
| 85     | "라이벌 결전! 지우 VS 채두!!"                                         | 2021년 10월 29일 대한민국 내 방영 : 2022년 4월 13일            | 1182     |
| 86     | "메가진화 VS 거다이맥스!!"                                            | 2021년 11월 5일 대한민국 내 방영 : 2022년 4월 13일             | 1183     |
| 87     | "얼음 여왕과 글레이시아"                                              | 2021년 11월 12일 대한민국 내 방영 : 2022년 4월 20일            | 1184     |
| 88     | "트라이얼 미션! 심해 잠수 조사단!!"                                   | 2021년 11월 19일 대한민국 내 방영 : 2022년 4월 20일            | 1185     |
| 89     | "디아루가 & 펄기아! 시공 대이변!!"                                    | 2021년 12월 3일 대한민국 내 방영 : 2022년 4월 27일             | 1186     |
| 90     | "디아루가 & 펄기아! 시공 대결전!!"                                    | 2021년 12월 10일 대한민국 내 방영 : 2022년 4월 27일            | 1187     |
| 91     | "고스트 열차의 출발, 이야…"                                           | 2021년 12월 17일 대한민국 내 방영 : 2022년 5월 4일             | 1188     |
| 92     | "팬텀 힘내라! 거다이맥스로 가는 길!!"                                 | 2021년 12월 24일 대한민국 내 방영 : 2022년 5월 4일             | 1189     |
| 93     | "너의 이름은 프랑수아즈"                                              | 2022년 1월 14일 대한민국 내 방영 : 2022년 5월 11일             | 1190     |
| 94     | "헤라크로스 앓이, 사랑에 빠진 쁘사이저"                               | 2022년 1월 21일 대한민국 내 방영 : 2022년 5월 11일             | 1191     |
| 95     | "안녕! 떠돌이 로켓단!"                                                | 2022년 1월 28일 대한민국 내 방영 : 2022년 5월 18일             | 1192     |
| 96     | "우주에 닿아라! 전룡의 빛!!"                                          | 2022년 2월 4일 대한민국 내 방영 : 2022년 5월 18일              | 1193     |
| 97     | "야도킹! 화려한 만남!!"                                               | 2022년 2월 11일 대한민국 내 방영 : 2022년 5월 25일             | 1194     |
| 98     | "포켓몬 서커스! 부스터와 쥬피썬더!!"                                  | 2022년 2월 18일 대한민국 내 방영 : 2022년 5월 25일             | 1195     |
| 99     | "스파이크마을의 마리!"                                                | 2022년 2월 25일 대한민국 내 방영 : 2022년 6월 1일              | 1196     |
| 100    | "밀착! 단델의 특별훈련!!"                                             | 2022년 3월 4일 대한민국 내 방영 : 2022년 6월 1일 (5기 종방)    | 1197     |
| 101    | "한 개의 스틱, 채키몽!"                                               | 2022년 3월 11일 대한민국 내 방영 : 2022년 8월 31일 (6기 첫방)  | 1198     |
| 102    | "트라이얼 미션! 빙결의 레이드배틀!!"                                  | 2022년 3월 18일 대한민국 내 방영 : 2022년 8월 31일             | 1199     |
| 103    | "지우와 시트론! 우정의 대특훈!!"                                      | 2022년 4월 1일 대한민국 내 방영 : 2022년 9월 7일               | 1200     |
| 104    | "하이퍼클래스! VS 사천왕 드라세나!!"                                  | 2022년 4월 1일 대한민국 내 방영 : 2022년 9월 7일               | 1201     |
| 105    | "이브이와 님피아! 만남과 재회!!"                                      | 2022년 4월 8일 대한민국 내 방영 : 2022년 9월 14일              | 1202     |
| 106    | "새로운 프로그램! 로켓단 비밀 왕국 라디오!!"                          | 2022년 4월 15일 대한민국 내 방영 : 2022년 9월 14일             | 1203     |
| 107    | "도와줘, 멍파치 형님!"                                                | 2022년 4월 22일 대한민국 내 방영 : 2022년 9월 21일             | 1204     |
| 108    | "루카리오와 개굴닌자! 운명의 파동!!"                                  | 2022년 4월 29일 대한민국 내 방영 : 2022년 9월 21일             | 1205     |
| 109    | "마스터즈 에이트를 건 배틀! VS 금랑!!"                                | 2022년 5월 6일 대한민국 내 방영 : 2022년 9월 28일              | 1206     |
| 110    | "배신의 배틀로열!"                                                    | 2022년 5월 13일 대한민국 내 방영 : 2022년 9월 28일             | 1207     |
| 111    | "몬과 릴리에, 설원의 재회"                                            | 2022년 5월 20일 대한민국 내 방영 : 2022년 10월 5일             | 1208     |
| 112    | "개선! 알로라의 챔피언!!"                                             | 2022년 5월 27일 대한민국 내 방영 : 2022년 10월 5일             | 1209     |
| 113    | "마지막 미션! 레지에레키, 레지드래고를 잡아라!!"                      | 2022년 6월 3일 대한민국 내 방영 : 2022년 10월 12일             | 1210     |
| 114    | "불꽃의 특훈 배틀! 지우 VS 진철!!"                                    | 2022년 6월 10일 대한민국 내 방영 : 2022년 10월 12일 (6기 종방) | 1211     |
| 115    | "개막! 마스터즈 토너먼트!!"                                           | 2022년 6월 17일 대한민국 내 방영 : 2022년 12월 28일 (7기 첫방) | 1212     |
| 116    | "챔피언의 긍지! 목호 VS 카르네!!"                                     | 2022년 7월 8일 대한민국 내 방영 : 2022년 12월 28일             | 1213     |
| 117    | "아이리스, 드래곤마스터로 가는 길! VS 난천!!"                         | 2022년 7월 15일 대한민국 내 방영 : 2023년 1월 4일              | 1214     |
| 118    | "지우 출전! VS 성호"                                                  | 2022년 7월 22일 대한민국 내 방영 : 2023년 1월 4일              | 1215     |
| 스페셜 | "コハルとイーブイ しんかのきせき(하루와 이브이, 진화의 궤적!)"        | 2022년 7월 29일 대한민국 내 미방영                             | 1216     |
| 119    | "하루와 이브이, 가능성은 무한대!"                                     | 2022년 8월 5일 대한민국 내 방영 : 2023년 1월 11일              | 1217     |
| 120    | "최고의 무대를 향한 도전! 지우의 마스터즈 토너먼트!!"                 | 2022년 8월 12일 대한민국 내 방영 : 2023년 1월 11일             | 1218     |
| 121    | "세미파이널 I 「압승」"                                               | 2022년 8월 26일 대한민국 내 방영 : 2023년 1월 18일             | 1219     |
| 122    | "세미파이널 II 「혼란」"                                              | 2022년 9월 2일 대한민국 내 방영 : 2023년 1월 18일              | 1220     |
| 123    | "세미파이널 III 「용맹」"                                             | 2022년 9월 9일 대한민국 내 방영 : 2023년 1월 25일              | 1221     |
| 124    | "세미파이널 IV 「충격」"                                              | 2022년 9월 16일 대한민국 내 방영 : 2023년 1월 25일             | 1222     |
| 스페셜 | "GO FOR DREAM! ゴウ、夢への道!!(GO FOR DREAM! 고우 꿈으로 가는 길!!)" | 2022년 9월 23일 대한민국 내 미방영                             | 1223     |
| 125    | "고우와 에이스번! 우리가 처음 만난 곳!!"                              | 2022년 9월 30일 대한민국 내 방영 : 2023년 2월 1일              | 1224     |
| 126    | "클라이맥스! 결승 전야, 지우 VS 단델!!"                               | 2022년 10월 14일 대한민국 내 방영 : 2023년 2월 1일             | 1225     |
| 127    | "파이널 I 「격류」 "                                                  | 2022년 10월 21일 대한민국 내 방영 : 2023년 2월 8일             | 1226     |
| 128    | "파이널 II 「혼전」"                                                  | 2022년 10월 28일 대한민국 내 방영 : 2023년 2월 8일             | 1227     |
| 129    | "파이널 III 「최강」"                                                 | 2022년 11월 4일 대한민국 내 방영 : 2023년 2월 15일             | 1228     |
| 130    | "파이널 IV 「파트너」"                                                | 2022년 11월 11일 대한민국 내 방영 : 2023년 2월 15일            | 1229     |
| 131    | "프로젝트 뮤"                                                         | 2022년 11월 25일 대한민국 내 방영 : 2023년 2월 22일            | 1230     |
| 132    | "손에 잡히는 미래!"                                                   | 2022년 12월 2일 대한민국 내 방영 : 2023년 2월 22일             | 1231     |
| 133    | "포켓몬! 널 만나서 좋았어!"                                           | 2022년 12월 9일 대한민국 내 방영 : 2023년 3월 8일              | 1232     |
| 134    | "지우와 고우! 새로운 여행!!"                                          | 2022년 12월 16일 대한민국 내 방영 : 2023년 3월 8일 (7기 종방)  | 1233     |
| 스페셜 | "아득히 먼 푸른 하늘"                                                 | 2022년 12월 23일 대한민국 내 방영 : 2023년 4월 26일            | 1234     |

### 아마존 비디오 스페셜 에피소드 (신이라 불리운 아르세우스)
| 화수 | 제목                                                                 | 착신일자 (일본)                                    |
| ---- | -------------------------------------------------------------------- | -------------------------------------------------- |
| 1    | "サトシとゴウ! シンオウフェスにゴー!!(지우와 고우! 신오페스로 고!!)" | 2021년 1월 21일 대한민국 내 방영 : 2022년 7월 21일 |
| 2    | "ヒードラン爆進!!(히드런 폭진!!)"                                    | 2021년 1월 21일 대한민국 내 방영 : 2022년 7월 21일 |
| 3    | "テンガン山の大熱戦!!(천관산의 대열전!!)"                            | 2021년 1월 28일 대한민국 내 방영 : 2022년 7월 21일 |
| 4    | "奇跡の輝き! シンオウ伝説!(기적의 빛! 신오 전설!)"                   | 2021년 1월 28일 대한민국 내 방영 : 2022년 7월 21일 |